# Mercedes-Benz W168
W168 è la sigla di progetto di un'autovettura di fascia media prodotta dalla Casa automobilistica tedesca Mercedes-Benz dal 1997 al 2004 e corrispondente alla prima generazione della cosiddetta Classe A.

## Storia e profilo

### Genesi

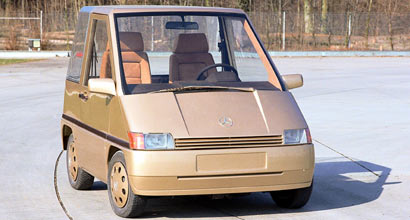
La Mercedes-Benz NAFA

Nella prima metà del 1992, la Casa di Stoccarda annunciò di aver dato inizio ad un progetto decisamente inusuale, e cioè quello volto alla realizzazione futura di una vettura di fascia bassa, una "piccola" dalle dimensioni analoghe a quelle di un'utilitaria, ma dai contenuti assai ricchi come si conveniva ad una vettura che recasse la famosa "stella a tre punte" sul cofano. La stampa si buttò a pesce su questa notizia, cercando di avere anticipazioni sulle linee della futura Mercedes-Benz da città. In realtà, la Casa di Stoccarda aveva in mente qualcosa del genere fin dal 1982, anno in cui realizzò un primo prototipo dalle dimensioni veramente ridotte, prototipo denominato NAFA, poi abbandonato perché le tecnologie dell'epoca non permettevano la rispondenza agli standard di sicurezza richiesti.
Relativamente al progetto annunciato nel 1992, all'inizio la stampa ipotizzava un classico corpo vettura a due volumi come avrebbe potuto essere quello di una Peugeot 205 o di una Volkswagen Polo. Ma fu solo alla fine di quello stesso anno che trapelò la notizia che la "piccola" di Stoccarda avrebbe avuto in realtà un corpo vettura di tipo monovolume.

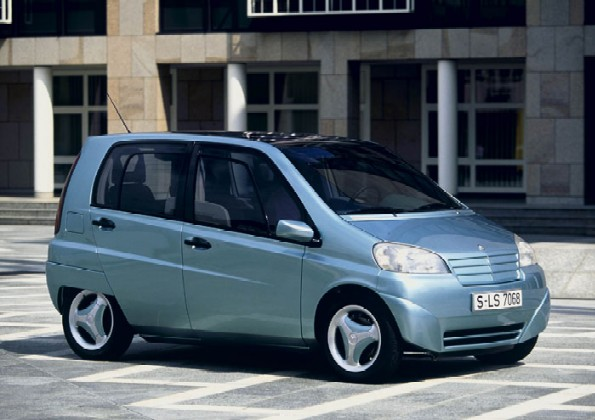
La Mercedes-Benz Vision A93

Mentre nuovamente le testate giornalistiche riproposero schizzi più o meno ufficiali della nuova ultracompatta tedesca, spuntò fuori anche il primo, ipotetico nome. Pareva infatti che inizialmente la vettura dovesse chiamarsi "Nava", e che avrebbe dovuto montare tra l'altro un tricilindrico, ma in realtà si trattava solo di voci di corridoio. Intanto, la Mercedes-Benz realizzò un primo studio che venne esposto al Salone di Francoforte del 1993. Tale prototipo prese il nome di Vision A93, e già prefigurava, anche se vagamente, l'impostazione del modello definitivo. Anche l'anno successivo, il prototipo Vision A93 venne presentato in alcuni Saloni, mentre nel 1995 cominciarono a circolare voci su quella che sarebbe stata la denominazione ufficiale del nuovo modello: andando ad occupare una fascia di mercato ben al di sotto di quello occupato dalla Classe C, la denominazione ufficiale sarà Classe A, ed andrà a costituire una nuova fetta di gamma che verrà riproposta in più serie anche negli anni successivi, proprio come tutti gli altri modelli della marca tedesca.
La prima generazione della Classe A, sigla W168, verrà svelata in maniera pressoché definitiva nella primavera del 1996, mediante alcune immagini corredate di una descrizione delle sue principali particolarità meccaniche. Durante il resto dell'anno cominceranno a circolare alcuni esemplari di preserie per i collaudi di rito prima della presentazione e dell'avvio della commercializzazione.

### Debutto
La Classe A W168 debutta nel settembre del 1997 in Germania ed in alcuni altri Paesi: in Italia arrivò il 18 ottobre dello stesso anno.

### Linea ed interni
La Classe A arriva sul mercato in un momento in cui le Case accusano una certa crisi creativa, eccezion fatta per alcuni modelli francesi, come la Mégane Scénic, vincitrice tra l'altro del titolo di Auto dell'anno del 1997. L'arrivo della piccola tedesca costituisce uno scossone per la creatività di svariate Case automobilistiche che cominceranno ad esplorare il segmento delle piccole monovolume, dando origine ad una serie di modelli, che però vedranno la luce solo anni più tardi.

Nel complesso, la W168 ricalca quelle che erano le impostazioni note fin da anni, ossia un corpo vettura compatto, con carrozzeria monovolume sviluppata in altezza e linee fondamentalmente morbide. Il muso è piuttosto gradevole e dona addirittura slancio alla vettura grazie al suo andamento molto spiovente. La calandra tipica della Casa è qui riproposta in chiave più moderna e non di certo come quella delle berline classiche che ne appesantirebbero l'aspetto. Gradevoli anche i fari anteriori a goccia, mentre nella parte inferiore si aprono delle piccole prese d'aria per la ventilazione del motore e dei freni.

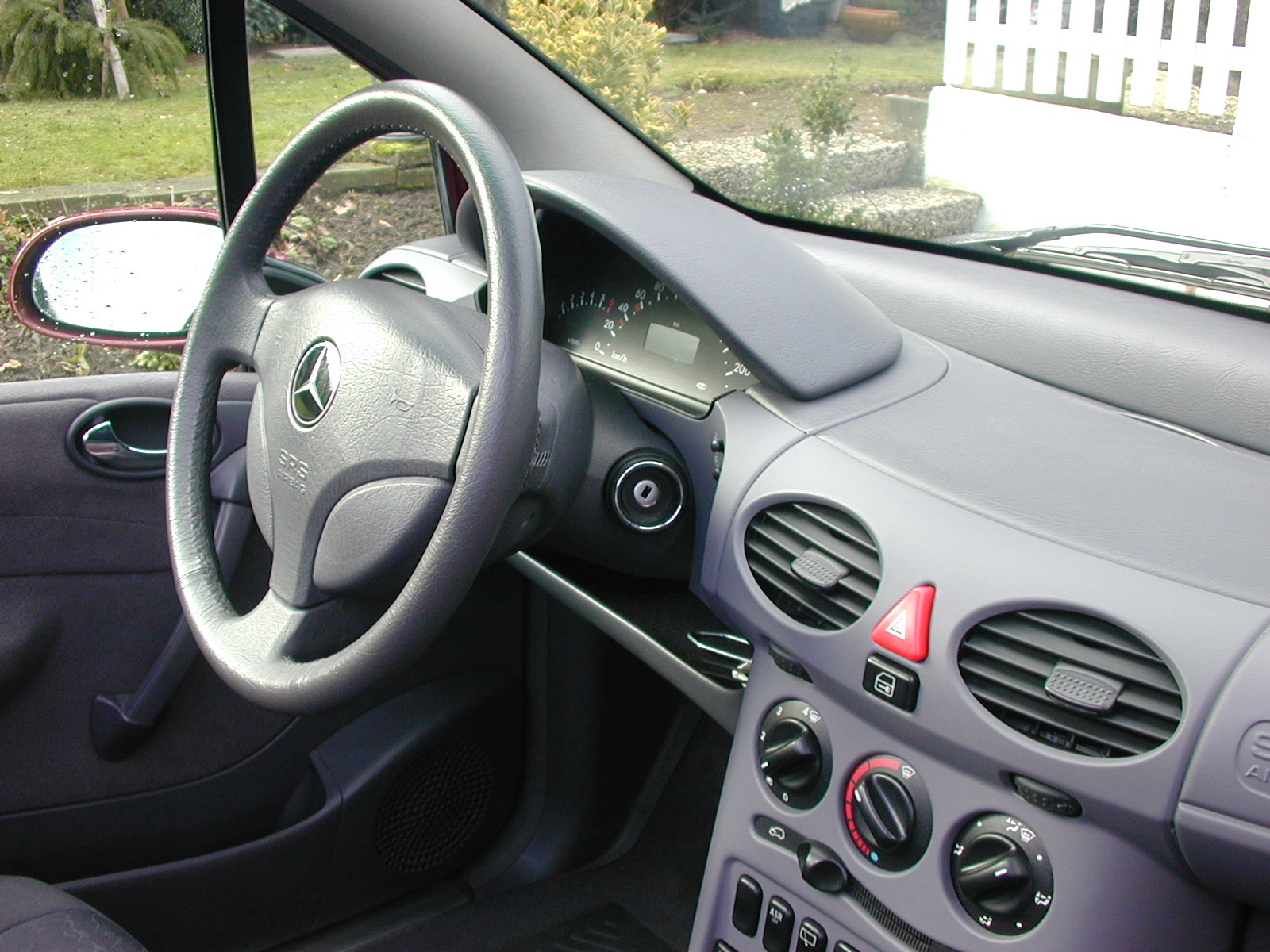
Il posto guida di una W168

La vista laterale offre la vista slanciata della parte anteriore, che appare molto penetrante dal punto di vista aerodinamico (ed infatti il Cx è di 0,30), ma è caratterizzata inoltre dal particolare profilo a cuneo delle superfici vetrate, profilo originato peraltro dall'ancor più particolare montante posteriore, inclinato al contrario e che permette inoltre di avere un andamento avvolgente del lunotto. Posteriormente, i piccoli fari sono posti ai lati di un grande e pratico portellone in materiale plastico. La vista posteriore è quella che offre la miglior percezione dello sviluppo in altezza della vettura.
L'abitacolo è piuttosto spazioso, considerando il fatto che la W168 è lunga come una Peugeot 106 prima serie, sicuramente meno abitabile. In altezza, nessun problema, visto l'elevato livello del tetto. La strumentazione è piuttosto completa ma migliorabile come leggibilità. I sedili ed i pannelli sono rivestiti in materiale vivacemente colorato per rendere l'insieme più giovanile. La parte migliore dell'interno della W168 è naturalmente il bagagliaio, che tra l'altro è caratterizzato da un'ampia modularità. In condizioni normali la capacità è di 390 litri, già molto generosa, ma abbattendo lo schienale posteriore si arriva a ben 1.340 litri fino all'altezza del tetto. Addirittura si possono raggiungere i 1.740 litri eliminando il sedile posteriore, ma tale soluzione non era prevista inizialmente per il mercato italiano poiché non in linea con le normative locali.

### Struttura e meccanica
La struttura generale della W168 era stata progettata per ottenere la massima efficacia nell'assorbimento di eventuali impatti. Un'autentica particolarità della W168 consisteva nel cosiddetto "pianale a sandwich", costituito da due ripiani paralleli, uno dei quali costituisce il pavimento dell'abitacolo. In caso di urto frontale, il gruppo motore-cambio scivolava nell'intercapedine tra i due ripiani evitando così pericolose intrusioni nell'abitacolo e salvaguardando l'incolumità dei passeggeri. Questa particolare struttura aveva anche la funzione di alloggiare elementi come la batteria ed era stato altresì realizzato in previsione di futuri modelli a propulsione alternativa (ibrida, elettrica e pila a combustibile) che ne ospitasse gli accumulatori. Inoltre, vista e considerata questa particolare struttura, gli stessi propulsori sono stati progettati e realizzati ad hoc per poter essere ospitati all'interno del piccolo vano motore della vettura e soprattutto per permettere loro di poter scivolare sotto il pavimento senza problemi.
I motori della W168 sono quindi stati utilizzati unicamente per questo modello e per l'unico altro modello che sfrutta la base meccanica della W168, ossia il monovolume Vaneo di dimensioni maggiori. La soluzione del pianale a sandwich, alquanto raffinata e costosa, aveva fatto lievitare i costi di progettazione e realizzazione e faceva da contraltare ad alcune soluzioni telaistiche tutt'altro che moderne, come per esempio l'impianto frenante che prevede i dischi all'avantreno ma ancora i tamburi al retrotreno.
Le sospensioni erano a ruote indipendenti: mentre l'avantreno prevedeva un classico sistema MacPherson, il retrotreno era a bracci longitudinali. Su entrambi gli assi era presente una barra antirollio allo scopo di migliorarne la stabilità.

### Motorizzazioni
Al debutto, la Classe A W168 era offerta in due motorizzazioni monoalbero a benzina, da 1.4 e 1.6 litri e da 82 e 102 CV, motorizzazioni che vanno a costituire di fatto le versioni A140 ed A160. Le versioni diesel sarebbero arrivate solo qualche tempo dopo, così come anche altre versioni a benzina più spinte.
Tutti i motori erano accoppiati ad un cambio manuale a 5 marce, ma in opzione era disponibile un automatico a 5 rapporti.
La Classe A W168 è stata la seconda Mercedes-Benz a trazione anteriore della storia, dopo la serie W638.

### Allestimenti, dotazioni ed optional
La Classe A era stata resa subito disponibile in tre livelli di allestimento, così riassumibili in ordine di ricchezza:
- Classic, caratterizzato da: griglia del radiatore, maniglie e specchietti retrovisori neri opachi; gruppi ottici posteriori di tre colori: rosso (stop e luci di posizione), bianco (retromarcia) ed arancione (indicatori di direzione); copricerchi in plastica. Gli interni sono sobri e senza eccessi di cromature, di serie ha solo lo stretto necessario e la maggior parte degli equipaggiamenti è a richiesta.
- Elegance, comprendente interni caratterizzati da inserti legno e dotazione più completa della "Classic" (cerchi in lega, alzacristalli posteriori elettrici, fendinebbia). Sono presenti inoltre: griglia del radiatore, specchietti e maniglie in tinta con la carrozzeria e gruppi ottici bicromatici: rosso (stop e luci di posizione) e bianco (retromarcia ed indicatori di direzione).
- Avantgarde, comprendente inserti in alluminio negli interni e, nelle versioni più potenti, da strumentazione composta da numeri neri su sfondo bianco. Esternamente, le W168 Avantgarde non hanno grosse differenze rispetto alle Elegance.

Oltre a tutti gli accessori già elencati, la dotazione iniziale delle Classe A W168 costituenti la gamma d'esordio prevedeva ABS, doppio airbag e climatizzatore, quest'ultimo di serie sulla A160. Assai lunga era la lista optional, che comprendeva tra l'altro gli airbag laterali (gratuiti), l'antislittamento ASR, la frizione automatica per il cambio manuale, i sedili anteriori riscaldabili, la selleria in pelle ed il tetto apribile a lamelle.

### Evoluzione
Nel periodo durante le prime comunicazioni ufficiali del nuovo progetto Mercedes-Benz e l'effettiva commercializzazione, avviata alla fine dell'estate del 1997, era cresciuta la curiosità e l'attesa per questa nuova vettura, tanto che già all'inizio delle vendite si erano create già grandi quantità di ordini e liste di attesa lunghe fino a sei mesi, segno che, nonostante i prezzi di listino elevati, la vettura era stata subito gradita dal pubblico, sennonché si verificò un fatto che rischiò di compromettere seriamente la credibilità di un marchio glorioso come quello della Casa della "stella a tre punte".

#### Il test dell'alce
Questo avvenimento accadde il 21 ottobre 1997 durante l'esecuzione del "test dell'alce" effettuato dalla rivista svedese Teknikens Vaerld. Tale test è volto a simulare l'evitamento di un ostacolo che compaia improvvisamente sulla strada, come succede con gli alci nei paesaggi scandinavi. Si trattava quindi di effettuare un improvviso e repentino cambio di corsia ad una velocità di 62 km/h e senza togliere il piede dall'acceleratore, per poi riallinearsi subito dopo alla corsia originaria. Ebbene, la W168 utilizzata per quel test si ribaltò rovinosamente, capottando sul tetto e causando anche ferite agli occupanti. La notizia rimbalzò in tutto il mondo, anche presso la giuria del premio di Auto dell'Anno.
La Casa madre imputò inizialmente tale fenomeno a pneumatici inadeguati, ma in seguito, dopo che anche esemplari dotati di altri tipi di pneumatico si sollevarono pericolosamente su due ruote, dovette ammettere l'effettiva mancanza di stabilità della vettura e l'11 novembre fu costretta a richiamare le vetture già immatricolate e circolanti su strada per dotarle di ESP, dispositivo fino a quel momento appannaggio delle ammiraglie e per la prima volta montato di serie su una vettura di fascia bassa.
Quanto avvenuto era da imputare principalmente allo sfavorevole rapporto tra larghezza ed altezza del corpo vettura, parametro accentuato dall'utilizzo del pianale a sandwich che ne innalza decisamente il baricentro, cosicché in presenza di improvvisi trasferimenti di carico si innescano pericolosi fenomeni di decentramento del baricentro della vettura al di fuori dell'area delimitata dalle quattro ruote. In parole più semplici, questa è la condizione ideale per innescare un inizio di ribaltamento.
La struttura a sandwich della W168 era stata pensata per alloggiare le batterie di una eventuale versione elettrica nella parte inferiore dell'abitacolo. Infatti nel 1997 le batterie utilizzate nelle rare auto elettriche esistenti erano del tipo al piombo, con densità gravimetrica di circa 40 Wh/kg, e che una tipica batteria per auto elettrica può contenere dai 6000 Wh (anni settanta) a 16000 Wh (anni 2000), per un peso teorico, quindi, compreso tra i 150 e 400 kg.

#### L'avvento dell'ESP e la ripresa
Durante il difficile periodo conseguente ai risultati del test dell'alce in primis, e di tutte le altre verifiche effettuate in tutta Europa, che hanno dato responsi poco incoraggianti, per il pubblico inizialmente entusiasta, la Classe A divenne un'auto insicura e pericolosa. Ma dopo che la Casa madre effettuò richiami su tutti i 2.600 esemplari già venduti e circolanti, nonché sulle vetture già ordinate ed in fase di consegna e naturalmente alla produzione da lì in avanti, la situazione parve progressivamente migliorare, tanto che le vendite della W168 tornarono a livelli molto più promettenti, grazie anche a nuovi test che riscontrarono l'effettiva efficacia del controllo elettronico di stabilità e dichiararono quindi che la Classe A non correva più il rischio di ribaltarsi. Nella primavera del 1998, le disavventure legate all'instabilità della vettura parvero già un ricordo lontano.
Nella seconda metà del 1998, vennero introdotte due versioni a gasolio, la A160 CDI e la A170 CDI, equipaggiate entrambe da un 1.7 turbodiesel common rail, ma in due livelli differenti di potenza, e precisamente 60 e 90 CV.
Nel 1999 viene introdotta la A190, equipaggiata da un grintoso motore 1.9 a benzina da 125 CV che va ad affiancare le versioni più tranquille.
Per quanto riguarda la sicurezza automobilistica l'auto venne sottoposta nel 1999 ai test dell'Euro NCAP ottenendo il risultato di 4 stelle.

#### Il restyling

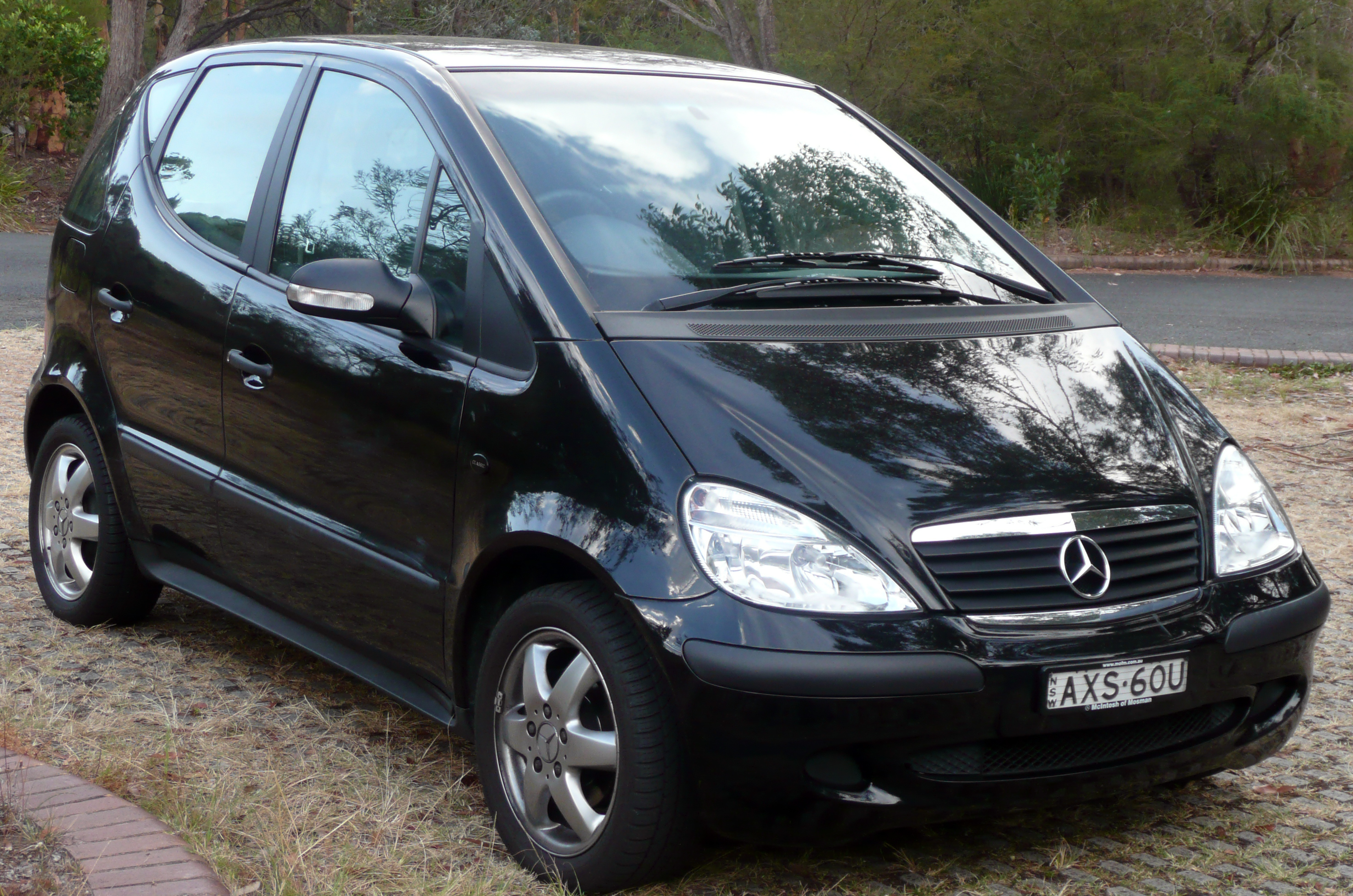
Restyling 2001

Al Salone di Ginevra del 2001 venne presentata una Classe A aggiornata nell'estetica e non solo. La nuova vettura era riconoscibile esternamente per i fari anteriori e posteriori leggermente ridisegnati, per i paraurti anch'essi leggermente ristilizzati e dotati di piccole fasce aggiuntive di protezione, per i cerchi in lega di nuovo disegno e per gli indicatori di direzione alloggiati sugli specchietti retrovisori esterni. Internamente miglioravano le finiture ed i materiali utilizzati. Il volante regolabile in altezza, precedentemente di serie nelle versioni più ricche, divenne di serie su tutta la gamma. Per quanto riguarda la sicurezza, venne introdotto un dispositivo ESP maggiormente evoluto ed un dispositivo BAS di assistenza alle frenate d'emergenza.

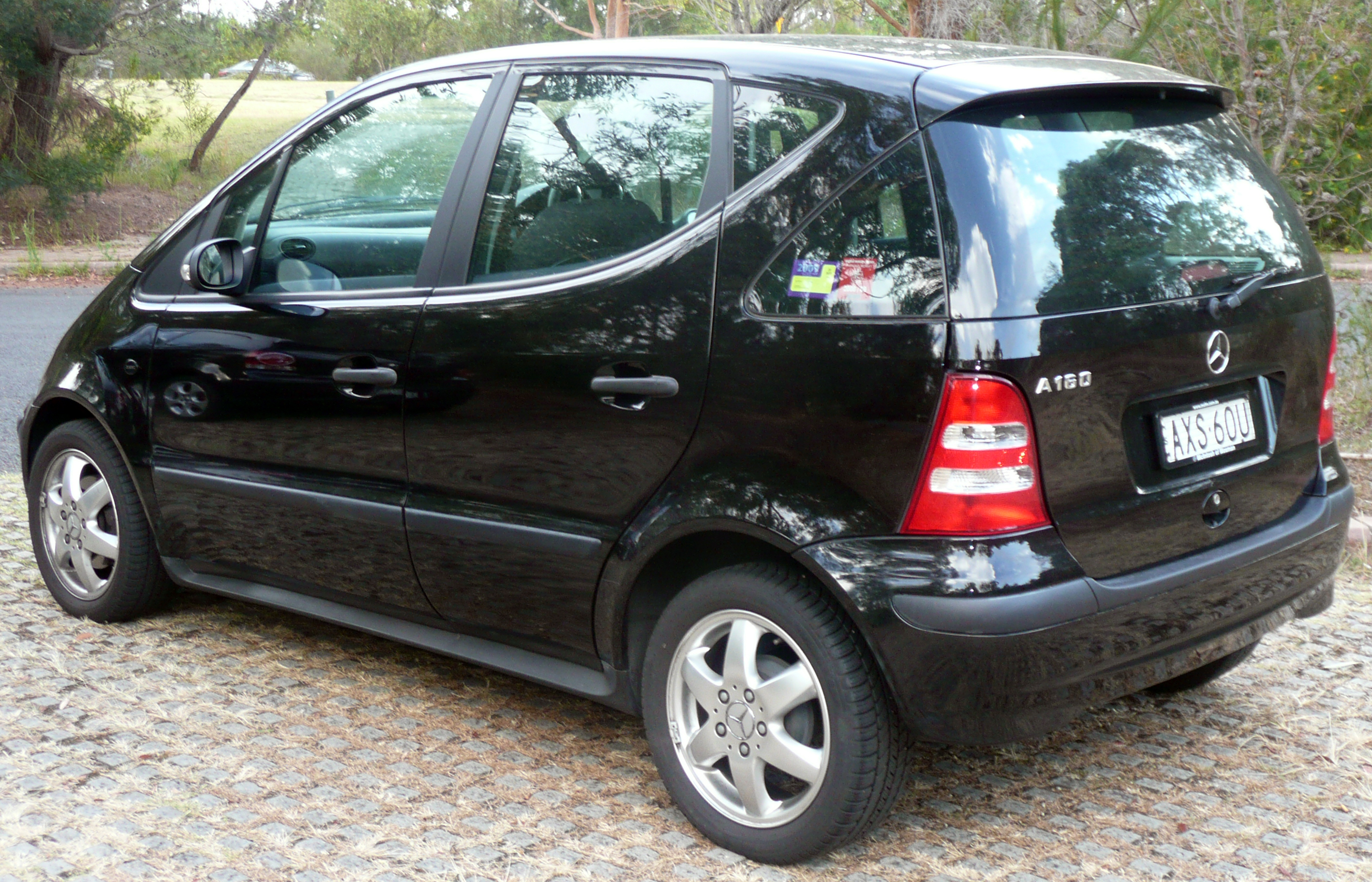
Vista posteriore

Meccanicamente, le novità maggiori si ebbero nei motori, ed in particolare in quelli a gasolio: la A160 CDI adottò l'intercooler e la sua potenza crebbe a 75 CV, mentre la A170 CDI passò da 90 a 95 CV. Per il solo mercato tedesco, la A140 rinunciò al 1.4 in favore di un 1.6 depotenziato ad 82 CV.
Una delle novità di maggior spicco introdotte con l'arrivo del restyling stava però nell'arrivo della versione Lunga, la cui sigla di progetto cambiava in V168. Tale versione era caratterizzata dall'allungamento del passo di ben 17 cm, a tutto vantaggio dell'abitabilità interna, specie quella dei passeggeri posteriori, e della capacità di carico, passata a ben 1.930 litri con divano posteriore abbattuto e sedile anteriore eliminato. L'allungamento del passo ha imposto modifiche alle sospensioni posteriori, ora più rigide, mentre l'impianto frenante della versione Lunga vide l'arrivo dei freni a disco anche al retrotreno. Nella Lunga, l'aggravio di peso conseguente era molto contenuto, e si limitava a soli 30 kg in più. Le motorizzazioni previste per la versione allungata erano tutte quelle a benzina previste per la versione normale, mentre tra le motorizzazioni a gasolio, vi era solo il 1.7 da 95 CV.
Anche gli allestimenti subirono alcuni aggiornamenti, ed in particolare:
- Classic: vede l'arrivo di fasce paraurti, anch'esse nere opache;
- Elegance:  la griglia radiatore e le fasce paraurti sono in tinta con la carrozzeria, mentre negli interni vede l'arrivo di inserti in radica marrone;
- Avantgarde: la griglia radiatore rimane argento con listelli cromati, mentre le fasce paraurti e le maniglie sono in tinta, negli interni vede l'arrivo di inserti in alluminio.

Così impostata, la nuova gamma W168 continuò la sua brillante carriera, arrivando al 2002, anno in cui venne introdotta l'ultima versione, cioè la A210 Evolution, disponibile sia in versione normale sia in versione Lunga e mossa da un 2.1 litri derivato direttamente dal 1.9 della A190 ed in grado di erogare fino a 140 CV di potenza massima. Tale versione è stata rivisitata in alcune componenti, specie nel telaio, dalla AMG, ed in effetti secondo i progetti della Mercedes-Benz, doveva inizialmente essere denominata A21 AMG, ma in seguito si decise per una denominazione più convenzionale, la cui impronta sportiva venisse evidenziata unicamente dal termine Evolution.

### Fine produzione
Il 2004 fu l'ultimo anno di produzione della Classe A W168, per questi ultimi mesi, la Classic vide sparire le fasce laterali, mentre quelle sui paraurti divennero finalmente in tinta: il mese di ottobre vi fu il lancio della serie successiva, siglata W169 e caratterizzata da un design più spigoloso ed hi-tech.
La carriera della W168 si concluse dopo oltre un milione e centomila esemplari venduti.

## Riepilogo caratteristiche
Di seguito vengono riportate le caratteristiche principali delle varie versioni previste per la gamma W168. I prezzi riportati si riferiscono al livello di allestimento Classic, il più economico, tranne che per i modelli con motore 1.9, disponibili solo in allestimento Elegance. I prezzi sono tutti in milioni di lire. I prezzi delle due versioni A210, che sono entrate in produzione nel 2002 quando era già in vigore l'Euro, sono convertite nella nuova moneta nelle note in basso, a fine tabella.
| Modello              | Sigla telaio | Motore                          | Cilindrata cm³ | Alimentazione                             | Potenza CV/rpm | Coppia Nm/rpm  | Massa a vuoto (kg) | Velocità max | Acceler. 0–100 km/h | Consumo (l/100 km) | Anni di produzione |
| Versioni a benzina   |              |                                 |                |                                           |                |                |                    |              |                     |                    |                    |
| A140                 | 168.031      | M166E14 (166.940)               | 1397           | Iniezione elettronica                     | 82/5000        | 130/3750       | 1.030              | 170          | 12"9                | 7.1                | 09/97-09/2004      |
| A140 Lunga           | 168.131      | M166E14 (166.940)               | 1397           | Iniezione elettronica                     | 82/5000        | 130/3750       | 1.060              | 170          | 13"2                | 7.1                | 03/2001-09/2004    |
| A160                 | 168.033      | M166E16 (166.960)               | 1598           | Iniezione elettronica                     | 102/5250       | 150/4000       | 1.040              | 180          | 10"8                | 7.2                | 09/97-09/2004      |
| A160 Lunga           | 168.133      | M166E16 (166.960)               | 1598           | Iniezione elettronica                     | 102/5250       | 150/4000       | 1.070              | 180          | 11"1                | 7.2                | 03/2001-09/2004    |
| A190                 | 168.032      | M166E19 (166.990)               | 1898           | Iniezione elettronica                     | 125/5500       | 180/4000       | 1.080              | 198          | 8"8                 | 7.7                | 03/2001-09/2004    |
| A190 Lunga           | 168.132      | M166E19 (166.990)               | 1898           | Iniezione elettronica                     | 125/5500       | 180/4000       | 1.110              | 198          | 9"1                 | 7.7                | 03/2001-09/2004    |
| A210 Evolution       | 168.035      | M166E21 (166.995)               | 2084           | Iniezione elettronica                     | 140/500        | 205/4000       | 1.090              | 203          | 8"2                 | 7.9                | 01/2002-09/2004    |
| A210 Lunga Evolution | 168.135      | M166E21 (166.995)               | 2084           | Iniezione elettronica                     | 140/500        | 205/4000       | 1.120              | 198          | 8"4                 | 12.8               | 01/2002-09/2004    |
| Versioni diesel      |              |                                 |                |                                           |                |                |                    |              |                     |                    |                    |
| A160 CDI             | 168.007      | OM668DE17A red. (668.941)       | 1689           | Turbodiesel Iniezione diretta common rail | 60/3600        | 160/ 1500-2400 | 1.030              | 153          | 17"7                | 4.5                | 10/98-03/2001      |
| A160 CDI             | 168.006      | OM668DE17LA red. (668.940 red.) | 1689           | Turbodiesel Iniezione diretta common rail | 75/3600        | 160/ 1500-2800 | 1.080              | 162          | 15"1                | 4.8                | 03/2001-09/2004    |
| A170 CDI             | 168.008      | OM668DE17LA (668.940)           | 1689           | Turbodiesel Iniezione diretta common rail | 90/4200        | 180/ 1600-3200 | 1.040              | 175          | 12"5                | 4.9                | 10/98-03/2001      |
| A170 CDI             | 168.009      | OM668DE17LA (668.942)           | 1689           | Turbodiesel Iniezione diretta common rail | 95/4200        | 180/ 1600-3600 | 1.085              | 180          | 12"1                | 4.9                | 03/2001-09/2004    |
| A170 CDI Lunga       | 168.109      | OM668DE17LA (668.942)           | 1689           | Turbodiesel Iniezione diretta common rail | 95/4200        | 180/ 1600-3600 | 1.115              | 180          | 12"4                | 5                  | 03/2001-09/2004    |

### Versioni particolari

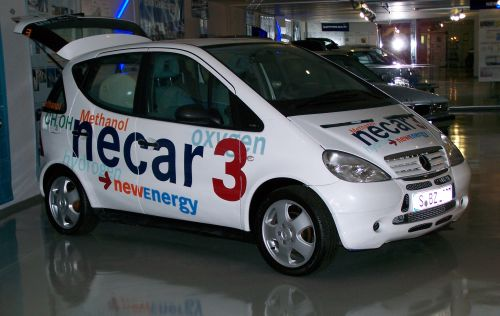
Una W168 a fuel cell

Oltre alle varie edizioni speciali della W168, tra le quali vanno ricordate la Classic Spirit, la Classic Fun, la Classic Style, la Picadilly e la McLaren Edition (quest'ultima caratterizzata da una sgargiante livrea che ricorda le monoposto di Formula 1 della scuderia McLaren), vanno senz'altro ricordate anche quelle particolari versioni il cui progetto venne iniziato, ma che di fatto si fermò al solo prototipo sperimentale.
Queste versioni particolari sono:
- A32 HVA: realizzata dalla HWA, un'azienda che lavora anch'essa in stretta collaborazione con la Casa di Stoccarda, montava un V6 da 3.2 litri sovralimentato mediante compressore volumetrico ed in grado di erogare ben 354 CV, che applicati su una vettura delle dimensioni della W168, la trasformava in un autentico proiettile, con prestazioni mozzafiato: 230 km/h di velocità massima e accelerazione da 0 a 100 km/h in 5"1. Non entrò mai in produzione, neppure per i soli dieci esemplari previsti.
- A38 AMG: realizzata dalla AMG, montava due motori da 1.9 litri e 125 CV, gli stessi montati sulle normali A190 di serie. Il secondo motore era sistemato posteriormente sotto il pianale a sandwich. La potenza totale era quindi di 250 CV. La vettura montava anche due cambi, uno per motore, che venivano sincronizzati elettronicamente. Anche questa versione non entrò mai in produzione.

In contemporanea con il lancio della W168, vennero anche prodotti alcuni esemplari a trazione elettrica. Tale versione, denominata Zebra per via del fatto che utilizzava batterie AEG Zebra, erogava una potenza massima di 69 CV.
Nel 1999, vennero prodotti alcuni esemplari ibridi, in cui un motore elettrico veniva accoppiato ad un motore diesel da 1.7 litri. I due propulsori garantivano una potenza massima totale di 125 CV.
Le varie versioni a celle di combustibile, prodotte tra il 1997 ed il 2003 e mosse da sistemi a fuel cell del tipo Ballard, via via sempre più evoluti nel corso degli anni, avevano valori di potenza erano compresi tra 68 e 102 CV. Le Classe A W168 a fuel cell vennero prodotte in 60 esemplari complessivamente.